# 1992 XE
1992 XE är en asteroid i huvudbältet som upptäcktes den 14 december 1992 av den japanska astronomen Satoru Otomo i Kiyosato.
Asteroiden har en diameter på ungefär 4 kilometer och den tillhör asteroidgruppen Matterania.